# Église Saint-Charles de Nîmes
L'église Saint-Charles est une église de style néo-classique située à Nîmes, dans le département du Gard et la région Occitanie. Elle a été inscrite monument historique en 2010.

## Historique
En 1686, le site est occupé par l'établissement des Doctrinaires (prêtres de la Doctrine chrétienne) avec un prieuré-cure et un séminaire dans le faubourg des prêcheurs à Nîmes. Entre 1772 et 1773, la paroisse Saint-Charles est fondée par Mgr de Becdelièvre, puis par le roi. La construction de l'église s'effectue de 1774 à 1776 par l'architecte Claude Rollin, du fait du développement important des faubourgs de Nîmes au cours des XVIIe et XVIIIe siècles (soieries, teintureries, etc., la ville, alors très industrieuse, double son nombre d'habitants au fil du XVIIIe siècle). Pendant la Révolution, l'église est saccagée puis redevient une cure en 1801. De 1856 à 1886, l'édifice est agrandi et doté d'un nouveau chœur ajouté dans le prolongement de la nef initiale. Son patronyme exact est « Saint-Charles-Borromée ».

## Architecture
La façade possède un vaste fronton classique, très simple, triangulaire, avec pilastres et chapiteaux engagés. L'intérieur a un plan de « style jésuite » : une seule nef divisée en quatre travées, des chapelles et des tribunes bordées de balustres en pierre. La voûte atteint 18,65 m. Seule la  grande baie surmontant la porte, ornée d'une grande coquille, fait référence au « style Louis XV ».